# حالات نادرة
حالات نادرة سلسلة للكاتب والروائي الكويتي عبد الوهاب السيد الرفاعي، تتحدث عن طبيب نفسي يسرد مذكراته التي يتحدث من خلالها عن أغرب الحالات التي مرت عليه في مستشفى الطب النفسي، حيث يتناول 7 حالات تدور كلها حول فتيات في سن المراهقة، وقد أصدر المؤلف م. عبد الوهاب السيد سبعة أجزاء لهذا الكتاب بعنوان: حالات نادرة وقد صدر عام 2011 وحالات نادرة 2  وحالات نادرة 3  وحالات نادرة 4  وحالات نادرة 5 و   و حالات نادر 6 وحالات نادرة 7 محققاً مبيعات كثيرة. 